# Trofeo Baracchi
Trofeo Baracchi, er et årligt professionelt italiensk landevejsløb for par. Løbet blev afviklet i perioden 1949 til 1991 i Bergamo, Italien (1991-udgaven blev kørt som enkeltstart).
Efter 32 års pause afholdes Trofeo Baracchi igen fra 2023 (1. oktober).
Løbet blev grundlagt i 1941 af rigmanden Mino Baracchi fra Bergamo, til minde om faderen Angelo, som var en stor cykel-enthusiast. 
Løbet var for amatører indtil 1944 hvor det blev åbnet for italienske professionelle ryttere. I 1949 fik løbet sin endelige form, med adgang for professionelle ryttere fra andre nationer.

## Vindere af Trofeo Baracchi
| År                | Vinder                                   | Toer                                     | Treer                                    |        |
| ----------------- | ---------------------------------------- | ---------------------------------------- | ---------------------------------------- | ------ |
| 1941              | Michele Motta                            | Mario Spinazzi                           | Giovanni Ronco                           |        |
| 1942              | Gelsomino Locatelli                      | Egidio Marangoni                         | Michele Motta                            |        |
| 1943 ikke afholdt |                                          |                                          |                                          |        |
| 1944              | Michele Motta                            | Aldo Baito                               | Carlo Moscardini                         |        |
| 1945              | Michele Motta                            | Gelsomino Locatelli                      | Mario Fazio                              |        |
| 1946              | Antonio Ausenda                          | Giovanni Mangili                         | Gino Carlotti                            |        |
| 1947              | Sergio Maggini                           | Michele Motta                            | Luigi Malabrocca                         |        |
| 1948              | Giorgio Cargioli                         | Egidio Marangoni                         | Serse Coppi                              |        |
| 1949              | Fiorenzo Magni Adolfo Grosso             | Antonio Bevilacqua Guido De Santi        | Aldo Tosi Emilio Croci Torti             |        |
| 1950              | Fiorenzo Magni Antonio Bevilacqua        | Fausto Coppi Serse Coppi                 | Giorgio Albani Virgilio Salimbeni        |        |
| 1951              | Fiorenzo Magni Giuseppe Minardi          | Gino Bartali Ferdinand Kübler            | Loretto Petrucci Alfredo Martini         |        |
| 1952              | Giancarlo Astrua Nino Defilippis         | Giuseppe Minardi Loretto Petrucci        | Fausto Coppi Michele Gismondi            |        |
| 1953              | Fausto Coppi Riccardo Filippi            | Jacques Anquetil Antonin Rolland         | Giancarlo Astrua Nino Defilippis         |        |
| 1954              | Fausto Coppi Riccardo Filippi            | Jacques Anquetil Louison Bobet           | Fiorenzo Magni Donato Piazza             |        |
| 1955              | Fausto Coppi Riccardo Filippi            | Jacques Anquetil André Darrigade         | Jean Brankart Marcel Janssens            |        |
| 1956              | Rolf Graf André Darrigade                | Fausto Coppi Riccardo Filippi            | Giorgio Albani Donato Piazza             |        |
| 1957              | Fausto Coppi Ercole Baldini              | Rolf Graf Alcide Vaucher                 | Aldo Moser Oreste Magni                  |        |
| 1958              | Ercole Baldini Aldo Moser                | Jacques Anquetil André Darrigade         | Roger Rivière Gérard Saint               |        |
| 1959              | Ercole Baldini Aldo Moser                | Michele Gismondi Diego Ronchini          | Jacques Anquetil André Darrigade         |        |
| 1960              | Diego Ronchini Romeo Venturelli          | Ercole Baldini Aldo Moser                | Camille Le Menn Claude Valdois           |        |
| 1961              | Ercole Baldini Joseph Velly              | Giacomo Fornoni Battista Babini          | Bas Maliepaard Jean-Claude Lebaube       |        |
| 1962              | Rudi Altig Jacques Anquetil              | Ercole Baldini Arnaldo Pambianco         | Aldo Moser Giuseppe Fezzardi             |        |
| 1963              | Joseph Velly Joseph Novales              | Jacques Anquetil Raymond Poulidor        | Ferdinand Bracke Walter Boucquet         |        |
| 1964              | Gianni Motta Giacomo Fornoni             | Ercole Baldini Vittorio Adorni           | Rudi Altig Tom Simpson                   |        |
| 1965              | Jacques Anquetil Jean Stablinski         | Michele Dancelli Pietro Scandelli        | Giuseppe Fezzardi Tommaso De Pra         |        |
| 1966              | Eddy Merckx Ferdinand Bracke             | Raymond Poulidor Georges Chappe          | Gerben Karstens Bart Zoet                |        |
| 1967              | Eddy Merckx Ferdinand Bracke             | Jacques Anquetil Bernard Guyot           | Peter Post Jo de Roo                     |        |
| 1968              | Jacques Anquetil Felice Gimondi          | Ole Ritter Herman Vanspringel            | Luis Ocaña Jesús Aranzabal               |        |
| 1969              | Herman Vanspringel Joaquim Agostinho     | Ole Ritter Gianni Motta                  | Eddy Merckx Davide Boifava               |        |
| 1970              | Gösta Pettersson Tomas Pettersson        | Ole Ritter Leif Mortensen                | Herman Vanspringel Willy In 't Ven       |        |
| 1971              | Luis Ocaña Leif Mortensen                | Gösta Pettersson Tomas Pettersson        | Roger Pingeon Bernard Thévenet           |        |
| 1972              | Eddy Merckx Roger Swerts                 | Felice Gimondi Davide Boifava            | Gösta Pettersson Tomas Pettersson        |        |
| 1973              | Felice Gimondi Martín Emilio Rodríguez   | Davide Boifava Gösta Pettersson          | Phil Bayton Dave Lloyd                   |        |
| 1974              | Francesco Moser Roy Schuiten             | Martín Emilio Rodríguez Gösta Pettersson | Eddy Merckx Roger De Vlaeminck           |        |
| 1975              | Francesco Moser Gianbattista Baronchelli | Freddy Maertens Michel Pollentier        | Gerrie Knetemann Hennie Kuiper           |        |
| 1976              | Freddy Maertens Michel Pollentier        | Francesco Moser Roy Schuiten             | Davide Boifava Jørgen Marcussen          |        |
| 1977              | Bernt Johansson Carmelo Barone           | Freddy Maertens Joop Zoetemelk           | Serge Parsani Osvaldo Bettoni            |        |
| 1978              | Roy Schuiten Knut Knudsen                | Hennie Kuiper Joop Zoetemelk             | Gianbattista Baronchelli Bernt Johansson |        |
| 1979              | Francesco Moser Giuseppe Saronni         | Alfons De Wolf Jan van Houwelingen       | Bert Oosterbosch Henk Lubberding         |        |
| 1980              | Alfons De Wolf Jean-Luc Vandenbroucke    | Ludo Peeters Theo de Rooij               | Josef Fuchs Daniel Gisiger               |        |
| 1981              | Daniel Gisiger Serge Demierre            | Francesco Moser Knut Knudsen             | Raniero Gradi Geir Digerud               |        |
| 1982              | Daniel Gisiger Roberto Visentini         | Bert Oosterbosch Hennie Kuiper           | Stephen Roche Jacques Bossis             |        |
| 1983              | Daniel Gisiger Silvano Contini           | Hennie Kuiper Adrie van der Poel         | Tommy Prim Alf Segersäll                 |        |
| 1984              | Francesco Moser Bernard Hinault          | Tommy Prim Alf Segersäll                 | Daniel Gisiger Urs Freuler               |        |
| 1985              | Francesco Moser Hans-Henrik Ørsted       | Daniele Caroli Michael Wilson            | Jean-François Bernard Benno Wiss         |        |
| 1986              | Giuseppe Saronni Lech Piasecki           | Daniele Caroli Michael Wilson            | Jesper Skibby Rolf Sørensen              |        |
| 1987              | Bruno Leali Massimo Ghirotto             | Giuseppe Saronni Lech Piasecki           | Rolf Gölz Czesław Lang                   |        |
| 1988              | Czesław Lang Lech Piasecki               | Daniel Gisiger Werner Stutz              | Charly Mottet Thierry Marie              |        |
| 1989              | Laurent Fignon Thierry Marie             | Maurizio Fondriest Allan Peiper          | Gianni Bugno Seán Kelly                  |        |
| 1990              | Rolf Gölz Tom Cordes                     | Zenon Jaskuła Joachim Halupczok          | Sean Yates Dag Otto Lauritzen            |        |
| 1991              | Tony Rominger                            | Erik Breukink                            | Thomas Wegmüller                         |        |
| 2024              | aflyst                                   | aflyst                                   | aflyst                                   | aflyst |
| 2025              |                                          |                                          |                                          |        |